# RCTV Producciones
RCTV Producciones es una productora de televisión venezolana, propiedad de Empresas 1BC, encargada en la realización de programas propios y distribución de producciones propias de RCTV para diversos canales nacionales y extranjeros. Sus oficinas centrales se encuentran en Caracas, con una filial en Miami (Estados Unidos).

## Historia
RCTV producciones es lanzada en esos tiempos antes como una productora que antes daba producciones originales como Telenovelas y programas propios de RCTV y también a RCTV Internacional. La empresa opera bajo en operación de RCTV International Corporation y propiedad del Grupo 1BC de Venezuela.
En 2012, RCTV Internacional Televisión cesó sus actividades en las compañías de televisión por satélite de Movistar TV, DirecTV y Netuno por su voluntad propia, debido de su falta de audiencia desde enero del 2010, luego que el gobierno venezolano solicitó a Intercable en retirar la señal de RCTV Internacional. En enero del 2013, se decidió replantear la estrategia de comercialización y distribución de sus contenidos. Se decidió crear la empresa RCTV Producciones, participando bajo inscripción de Producción Nacional Independiente, regido por la Ley de Responsabilidad Social en Radio y Televisión. Por el tiempo, varias telenovelas y algunas producciones de RCTV habría comenzado a transmitir por diversos canales regionales por ser de contenido nacional. En noviembre del 2013, como parte de la celebración de sus 60 años del canal, se decidió producir contenidos propios para diversos canales de televisión y agencias de publicidad, sin someter a los programas informativos ni políticos.

## Producciones originales

### Década de 2010
- 2013:

- La CQ - serie juvenil - en una coproducción con Televisa y Turner Broadcasting System Latin America - para Cartoon Network Latinoamérica.

- adaptación mexicana de La mujer de Judas - en una coproducción con TV Azteca.

- Piedra Angolar - programa de opinión - El Venezolano TV.

- Que el cielo me explique - la primera producción propia de RCTV Producciones - para Televen. (Originalmente inició el 2011)

- Así lo ve Camila - para Casa Club TV.

- Cuando las ganas se juntan - Globovisión.

- 2014:

- Las Bandidas - en una coproducción con RTI Producciones - para Televen y Televisa.

- La virgen de la calle - en una coproducción con RTI Producciones - para Televen y Televisa.

- El Avíspero - programa de farándula y entretenimiento - Televen.

- 2015:

- Piel salvaje para Televen.

- Algunos programas para TV Venezuela.

- 2016:

- Corazón traicionado - producción propia para IVC Networks.

- El Show de Nelson Bocaranda - para VIVOplay.
- La Doña - telenovela - Telemundo y Argos Televisión sólo se realiza ediciones.

- 2017:

- El Reporte Semanal - para VIVOplay.

- Comerciales de televisión para diversas empresas.

- Corazón traicionado - telenovela - para IVC Networks.

- Ellas aman, ellos mienten - telenovela - para IVC Networks.

- 2018:

- Eneamiga - telenovela - para IVC Networks.

- 2019:
- Almas en pena - Suspenso psicológico para Amazon Prime Video y Tubi.TV

- Mundo de Mujeres - programa de entrevistas sobre las mujeres - IVC Networks.

### Década de 2020
- 2020:
- El Santo Patriota - programa especial durante la peregrinación del doctor José Gregorio Hernández.

- RCTV de Memoria - reportaje especial sobre la historia de RCTV desde 1953 al 2012.

- ZUT - canal de videos musicales que estaba disponible en RCTV Play y el año después sé convierte en app independiente.

- 2021:
- No se realizó ninguna producción propia de RCTV Producciones debido a la Pandemia de COVID-19.

- 2022:
- Pálpito - Netflix, se encargó sólo para añadir ediciones.
- El Show del Mediodía - programa de entretenimiento familiar para TLT.

- Desde 2023:
- Servicios de edición para diversos canales de YouTube.
- Algunos programas de ZUT TV.

## Oficinas
RCTV Producciones cuenta con sede principal en la antigua sede de RCTV en Caracas y también cuenta con oficinas surcusales en Miami, Estados Unidos en la sede de RCTV International.

## Alianzas
- Televisa

- Telefe y Canal 13
- Televen

- Mega

- Panamericana Televisión

- Gamavisión y TC Televisión

- Caracol TV y RCN Televisión

- Red Uno

- Netflix

- TV Azteca

- Grupo Megavisión (Canal 19 y Canal 21)

- TV Azteca Guatemala

- Televicentro
- Prime Video

- Teletica

- Entre Otros